# Universidad de Nara
La Universidad de Nara (Nara University, 奈良大学 (Nara Daigaku?) es una universidad privada con sede en Misasagi-cho, Nara, Japón. Fue creada en 1969 y cuenta con 3.700 alumnos aproximadamente.
Está a unos 20 minutos a pie de la línea de tren de Kintetsu del Takanohara de la Estación.